# Брус (Липљан)
Брус (алб. Brus) је насеље у општини Липљан, Косово и Метохија, Република Србија.

## Географија
Брус се налази на 829 метара надморске висине, и то на координатама 42° 35′ 24" северно и 21° 19′ 48" источно.
Налази се на шеснаест километара од Приштине.

## Демографија
| Етнички састав према попису из 1981.‍ | Етнички састав према попису из 1981.‍ | Етнички састав према попису из 1981.‍ | Етнички састав према попису из 1981.‍ | Етнички састав према попису из 1981.‍ |
| ------------------------------------ | ------------------------------------ | ------------------------------------ | ------------------------------------ | ------------------------------------ |
|                                      |                                      |                                      |                                      |                                      |
| Албанци                              | Албанци                              |                                      | 366                                  | 99,18%                               |
| Срби                                 | Срби                                 |                                      | 1                                    | 0,27%                                |
| непознато                            | непознато                            |                                      | 2                                    | 0,54%                                |

| Демографија | Демографија | Демографија |
| Година      | Становника  | Становника  |
| ----------- | ----------- | ----------- |
| 1948.       | 250         |             |
| 1953.       | 256         |             |
| 1961.       | 291         |             |
| 1971.       | 369         |             |
| 1981.       | 369         |             |
| 1991.       | 393         |             |